# 꿈왕국과 잠자는 100명의 왕자님
《꿈왕국과 잠자는 100명의 왕자님》(夢王国と眠れる100人の王子様, 100 sleeping princes & the kingdom of dreams, 꿈왕국과 잠자는 100인의 왕자님)은 일본의 소셜 게임 등을 서비스하고 있는 회사 지그레스트(GCREST)에 발매한 모바일 장치 전용의 소셜 게임이다.

## 스토리
어쩐지 하루 하루를 보내던 주인공은 어느 날 갑자기 다른 세계에 유혹된다. 그곳은 꿈이 사람들의 살아가는 힘인 「꿈 세계」. 주인공은 꿈 세계 「트로이메어」의 공주라고 부른다. 왕국에서는 사람들의 꿈을 먹어 「유메쿠이」라는 존재에 위협 받고 있다. 그것은 각국의 왕자님 역시 그들도 「유메쿠이」에 의해서 꿈을 식베고 잠들어버렸다. 그런 그들을 일깨우면서 모험을 진행, 아직 왕자님의 사연을 개방한다.